# 六氟合铜(III)酸钾
六氟合铜(III)酸钾是一种淡绿色固体，化学式为K
3CuF
6，它是唯一一种顺磁性的Cu(III)配合物，磁矩为2.8玻尔磁子。
在250℃时，由氟气与氯化钾和氯化亚铜的混合物（3：1）反应制得：
{\displaystyle {\rm {\ 3KCl+CuCl+3F_{2}\rightarrow K_{3}CuF_{6}+2Cl_{2}}}}
该物质易水解，并放出氧气。